# 명재용
명재용(明載容, 1973년 2월 26일 ~ )은 대한민국의 전 축구 선수이자 현 지도자로 현재 대전 하나 시티즌의 수석 코치로 재직 중이다.

## 축구인 생활

### 선수 생활
1997 K리그 드래프트 1순위로 전북 현대 모터스에 입단하며 프로에 입문한 뒤 2002년 부상의 여파로 은퇴할 때까지 6시즌동안 전북에서만 공식전 115경기 10골을 기록하며 1999년 FA컵 준우승, 2000년 K리그 4위, 2000년 FA컵 우승, 2001년 대한민국 슈퍼컵 준우승, 2001-02년 아시안 컵위너스컵 준우승 등에 기여했다.

## 지도자 경력
전주대학교 대학원 문화융합대학 축구학과 교수다.

### 가족 관계
- 아들인 명세진은 현역 시절 아버지가 뛰었던 전북 현대에 2020년 우선 지명으로 입단하여 상하이 하이강과의 2020년 AFC 챔피언스리그 H조 최종전에서 프로 데뷔전을 치렀으며 현재는 세르비아 프르바리가에서 뛰고 있다.

## 수상

#### 전북 현대 모터스
- FA컵
  - 우승 1회 : 2000
  - 준우승 1회 : 1999

- 대한민국 슈퍼컵
  - 준우승 1회: 2001

- 아시안 컵위너스컵
  - 준우승 1회: 2001-02

### 지도자
울산 현대
- 코리아컵 : 우승 (2017), 준우승 (2018), 준우승 (2020)
- AFC 챔피언스리그 엘리트 : 우승 (2020)

대한민국 U-23
- 아시안 게임 : 우승 (2022)
- WAFF U-23 챔피언십 : 우승 (2024)